# Legio I Armeniaca

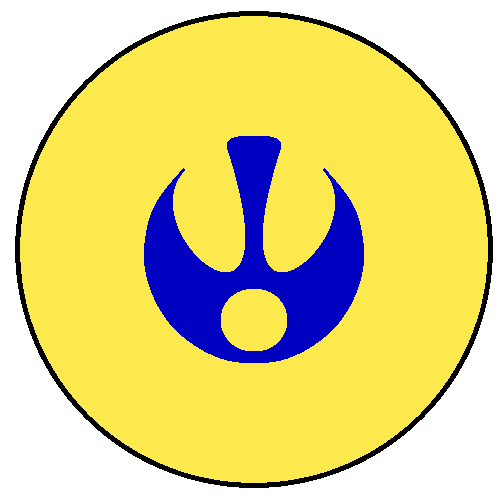
Escudo da I Armeniaca segundo a Notitia dignitatum.

Legio prima Armeniaca ou Legio I Armeniaca ("Primeira legião armênia") foi uma legião pseudocomitatense do final do Império Romano, criada provavelmente no final do século III. Seu nome pode ter sido originalmente uma referência ao fato de ela ter sido parte da guarnição das províncias armênias, mas esta unidade, juntamente com sua gêmea, a II Armeniaca, parece ter sido de fato parte do exército imperial romano.
A primeira armênia participou da invasão do Império Sassânida pelo imperador Juliano, o Apóstata em 363. A "Notitia dignitatum" relata que esta legião estava sob o comando do mestre dos soldados do Oriente por volta de 400.